# Crimen pasional

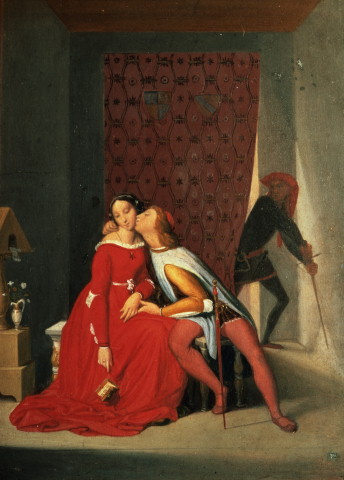
Escena de triángulo amoroso según la ve el pintor Ingres en esta escena de Paolo y Francisca de Rimini de la Divina Comedia de Dante Alighieri. Los celos son un poderoso sentimiento que aparece en este tipo de crímenes.

Un crimen pasional hace referencia, en el habla popular, a un delito en el que el perpetrador comete un crimen, especialmente un ataque o asesinato a causa de una repentina alteración de la conciencia, causada por sentimientos como los celos, la ira o el desengaño, y no es, por lo tanto, un crimen premeditado. El término tiene su origen en Francia (crime passionnel en francés) y es usualmente asociado a la historia de este país. Sin embargo, este tipo de crímenes existieron y siguen existiendo en la mayoría de las culturas.
No obstante, es una idea que está siendo rebatida en razón de que el concepto intenta morigerar la pena e, incluso, responsabilizar a la víctima en casos de violencia de género.

## Descripción
Un típico crimen de pasión podría involucrar a una persona agresiva que ataca a otro después de una discusión o a un marido que descubre que su esposa le ha sido infiel y se lanza a golpearla brutalmente o incluso a matarla, bien a ella o bien a su amante, o a ambos. Conviene observar que también las mujeres son capaces de un comportamiento tan violento, por ejemplo en el caso de la francesa Henriette Caillaux a inicios del siglo XX.
En ciertos países, sobre todo en Francia, el crime passionnel (o crimen pasional) constituía una defensa válida en casos de asesinato. Durante el siglo XIX algunas sentencias para los esposos que asesinaban a sus cónyuges podían terminar en un arresto de solo dos años para el asesino, con base en la momentánea enajenación mental sufrida. A esto se le puso fin en cuando él Código Civil de Francia fue actualizado en la década de 1970, de manera que se eliminaba esa cierta autoridad paterna sobre toda la familia que justificaba la liviandad de la pena.
En los Estados Unidos, los crímenes pasionales han sido tradicionalmente asociados con argumentos de los abogados defensores que invocan la eximente de enajenación mental temporal o la provocación. Esta defensa fue usada por primera vez por parte del congresista norteamericano Daniel Sickles de Nueva York en 1859 quien había asesinado a Philip Barton Key, el amante de su esposa, pero fue usado principalmente durante las décadas de 1940 y 1950. Históricamente, este tipo de argumentos se utilizaban como defensa para varios crímenes violentos, pero gradualmente su uso ha sido reducido principalmente a una defensa parcial para intentar que acusados de asesinatos sean procesados por homicidio involuntario.
A nivel internacional las legislaciones desde finales del siglo XX han sido menos benevolentes con esta clase de crímenes, reduciendo los casos en los cuales se puede invocar una "grave alteración de la conciencia", pero aún se reconocen situaciones especiales donde la responsabilidad penal se reduce cuando el crimen es cometido bajo el impulso de comprobadas emociones violentas repentinas.